# Lindsaea oblanceolata
Lindsaea oblanceolata är en ormbunkeart som beskrevs av Cornelis Rugier Willem Karel van Alderwerelt van Rosenburgh. Lindsaea oblanceolata ingår i släktet Lindsaea och familjen Lindsaeaceae. Inga underarter finns listade.